# 시브 옌센

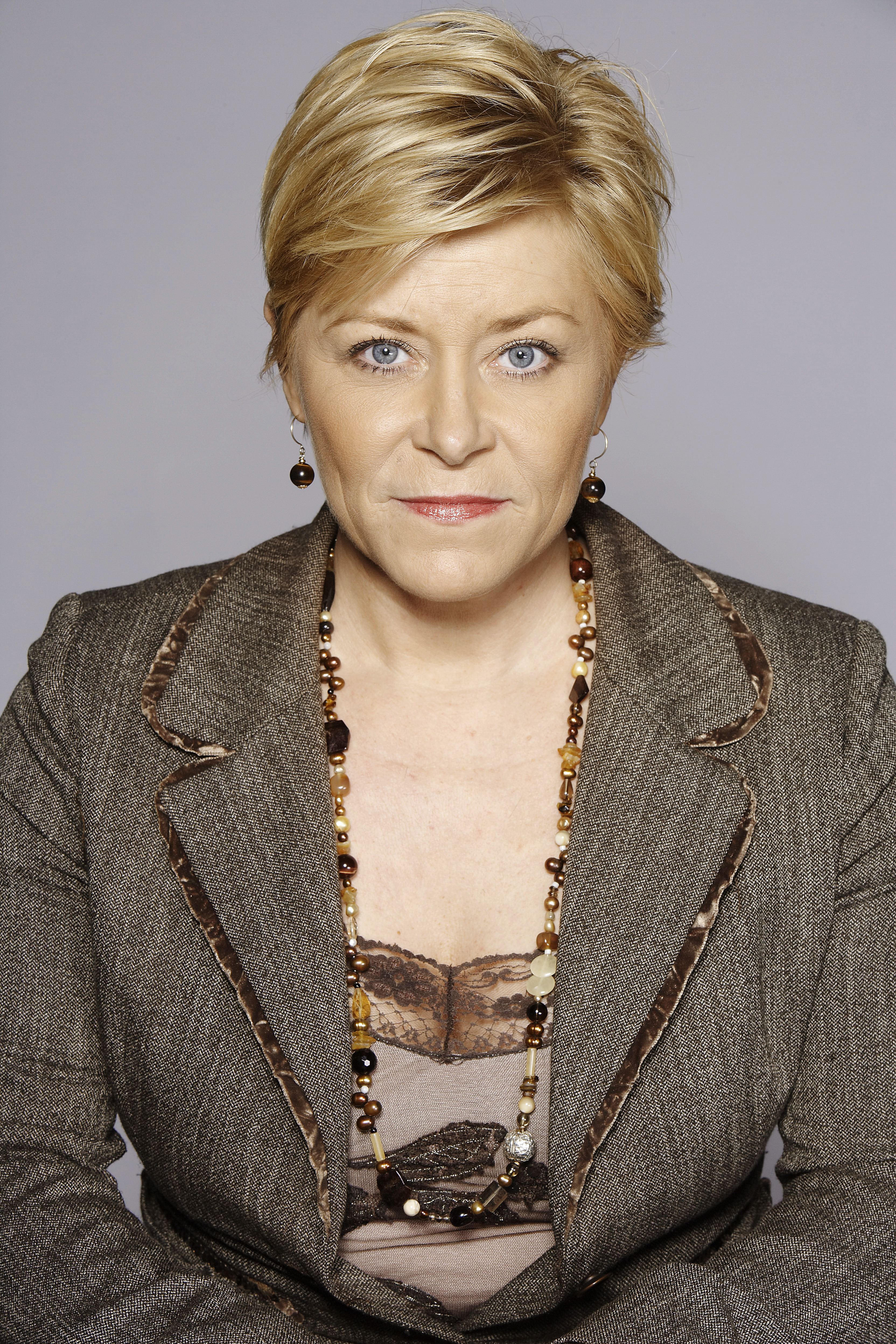
시브 옌센

시브 옌센(노르웨이어: Siv Jensen, 1969년 6월 1일 오슬로 ~ )는 노르웨이의 정치인이다. 2006년 10월 5일부터 진보당 당수를 역임하고 있으며 2013년 10월 16일부터 노르웨이 재무부 장관을 역임하고 있다.